# Olesicampe bimaculata
Olesicampe bimaculata là một loài tò vò trong họ Ichneumonidae.